# 不足数
不足数（ふそくすう、英: deficient number）とは、その約数の総和が元の数の 2 倍より小さい自然数のことである。この不足数の定義は「その数自身を除く約数の総和が元の数より小さくなるような数」と同値である。

例えば、15 の約数の総和は 1 + 3 + 5 + 15 = 24 < 15 × 2 であるので 15 は不足数である。もしくは「15 の自身を除く約数の総和は 1 + 3 + 5 = 9 < 15 であるので 15 は不足数」と考えてもよい。約数関数を用いると σ(n) < 2n を満たす n が不足数である。不足数は無数に存在し、そのうち最小の数は 1 である。

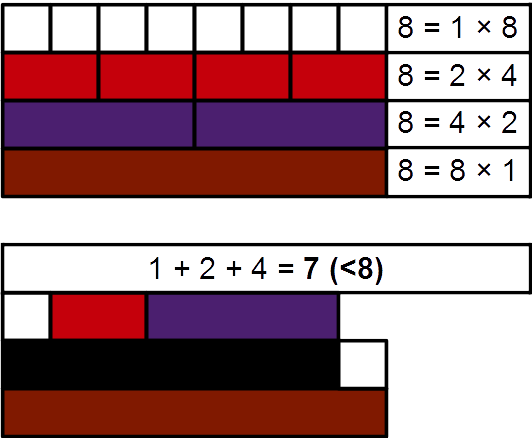
不足数8の不足性をキュイゼネールロッドを用いて視認化したデモンストレーション。8自身以外全ての約数の和は8自身より小さい。

不足数を 1 から小さい順に列記すると
1, 2, 3, 4, 5, 7, 8, 9, 10, 11, 13, 14, 15, 16, 17, 19, 21, 22, 23, 25, 26, 27, 29, 31, …（オンライン整数列大辞典の数列 A005100）
全ての素数 p は約数の総和が σ(p) = 1 + p < 2p であるので不足数である。また、5 以上の素数 p を 2 倍した偶数 2p の約数の総和は σ(2p) = 1 + 2 + p + 2p < 2p × 2 となるので不足数である。素数は無数にあるので偶数の不足数も奇数の不足数も無数に存在する。また不足数や完全数の約数は全て不足数となる。
半素数は6を除き全て不足数。
σ(n) = 2n − 1 を満たす n は不足数であり、概完全数と呼ばれる。概完全数は無数にあり、そのうち最小の数は 1 であるが、2の冪 2k (= 1, 2, 4, 8, …) の形をした数しか見つかっておらず他の形をした概完全数が存在するのかどうかは分かっていない。
自然数{\displaystyle n} が十分に大きい際、{\displaystyle n}と{\displaystyle n+(\log n)^{2}}の間には少なくとも1つの不足数が存在する。